# Sphaerocoryne bedoti
Sphaerocoryne bedoti is een hydroïdpoliep uit de familie Sphaerocorynidae. De poliep komt uit het geslacht Sphaerocoryne. Sphaerocoryne bedoti werd in 1893 voor het eerst wetenschappelijk beschreven door Pictet. 